# ペックズ・レックス

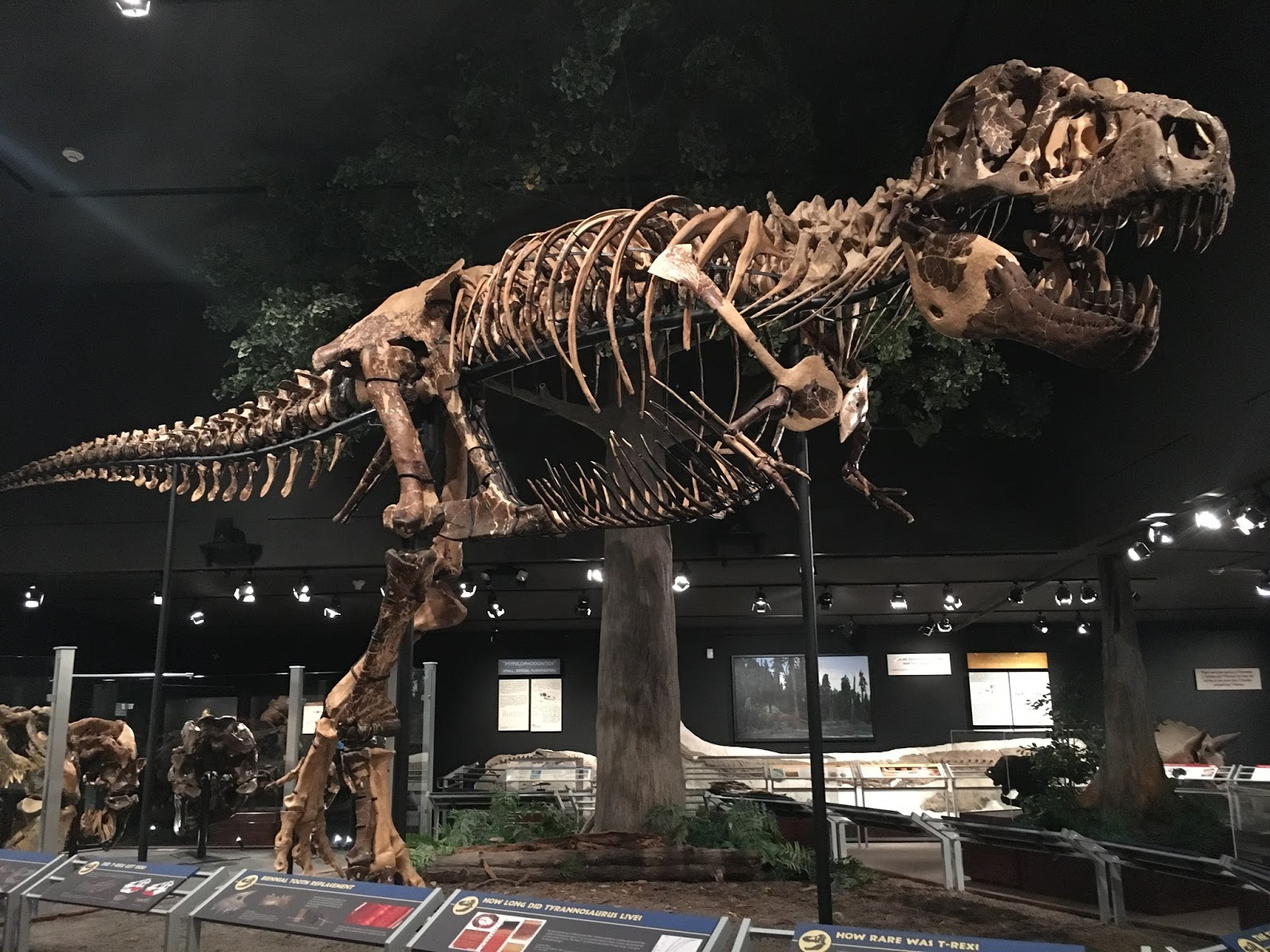
ロッキー博物館のペックズ・レックス。

ペックズ・レックス（Peck's Rex、標本番号 MOR 980）は、アメリカ合衆国モンタナ州のヘルクリーク累層から産出したティラノサウルスの個体。モンタナズ・レックスとも呼ばれる。第3中手骨が保存されていることで知られ、実骨化石はロッキー博物館で展示されている。

## 発見
ペックズ・レックスはモンタナ州東部のヘルクリーク累層にて、1997年7月にコネチカット州の高校教師であるルイス・E・トレンブレーがフォートペック・ダムの近くで発見した。化石は密集しており、腐肉食者や分解者に漁られるよりも早く柔らかい泥に埋没したと考えられている。フォートペック古生物株式会社から派遣された調査チームが発掘した。発掘中に土地の所有権争いがあり、所有権を主張する男が化石を盗むという事件が起きたが、後に返還された。
ペックズ・レックスというニックネームは発見地に近いフォートペックに因んで命名された。1998年にアメリカ陸軍工兵隊がロッキー博物館に委託し、この時に標本番号 MOR 980 が指定され、モンタナズ・レックスという別のニックネームもついた。

## 特徴
全長約12メートル、高さ約3.7メートル。シカゴ博物館の学芸員であるピート・マコヴィッキーは、ペックズ・レックスの大腿骨周囲長が最大級のティラノサウルス個体であるスコッティやスーと同等であることを指摘し、この2個体と同格の大きさであると主張した。
比較的多くの骨が保存されているが、その保存度合いは情報源によって異なる値が発表されている。ブラックヒルズ地質学研究所は30%以上、"Tyrannosaurus rex, the tyrant king"は40%、アメリカ陸軍は約60%、トッド・ホエルマーは65%、Bozeman Daily Chronicle は約80%としている。ペックズ・レックスは特に第3中手骨が保存されている最初の標本であることでも知られる。骨格には顎の備わった頭骨と歯や腹肋骨、大腿骨、叉骨、第3中手骨を含む右指骨などが保存されている。なお、左脚は発見されていない。
顎の骨には4つの噛み跡が確認されており、トッド・ホエルマーは他のティラノサウルス個体との餌や縄張りの奪い合いによるものであると推測している。また、ペックズ・レックスは恐竜に見られる寄生性原虫の症状や、前肢の使用方法の研究に用いられた。ペックズ・レックスの第3中手骨には、荷重や圧力によって引き起こされる可能性のある、辺縁部の骨折の繰り返しの痕跡が確認されている。

## 展示
ペックズ・レックスのレプリカは2003年11月にメリーランド科学センターが13万ドルで購入したほか、Fort Peck Interpretive Center and Museum、カーネギー自然史博物館などの博物館で展示された。カーネギー自然史博物館ではティラノサウルスのホロタイプ標本 CM 9830 と向き合ってエドモントサウルスの死骸を奪おうとする形で展示された。前肢や歯、足や顎の一部といった部位のレプリカも販売されていた。
かつてロッキー博物館に展示されていたワンケル・レックスは2013年に国立自然史博物館に移され、トリケラトプスのハッチャーを食べている姿でダイナソー・ホールの目玉展示として常設展示された。